# Buddy Miles
Buddy Miles (născut George Allen Miles Jr.), (n. 15 septembrie 1947 - d. 26 februarie 2008), a fost un baterist american de rock și funk, cel mai cunoscut ca membru al trupei lui Jimi Hendrix, Band of Gypsys, din 1969 până în ianuarie 1970.
1. 1 2  „Buddy Miles”, Gemeinsame Normdatei, accesat în 29 aprilie 2014
2. 1 2  Autoritatea BnF, accesat în 10 octombrie 2015
3. 1 2  Buddy Miles, Find a Grave, accesat în 9 octombrie 2017
4. ↑   http://www.variety.com/article/VR1117981528.html?categoryid=16&cs=1 Lipsește sau este vid: |title= (ajutor)
5. ↑  CONOR.SI[*] Verificați valoarea |titlelink= (ajutor)